# Lambrusco

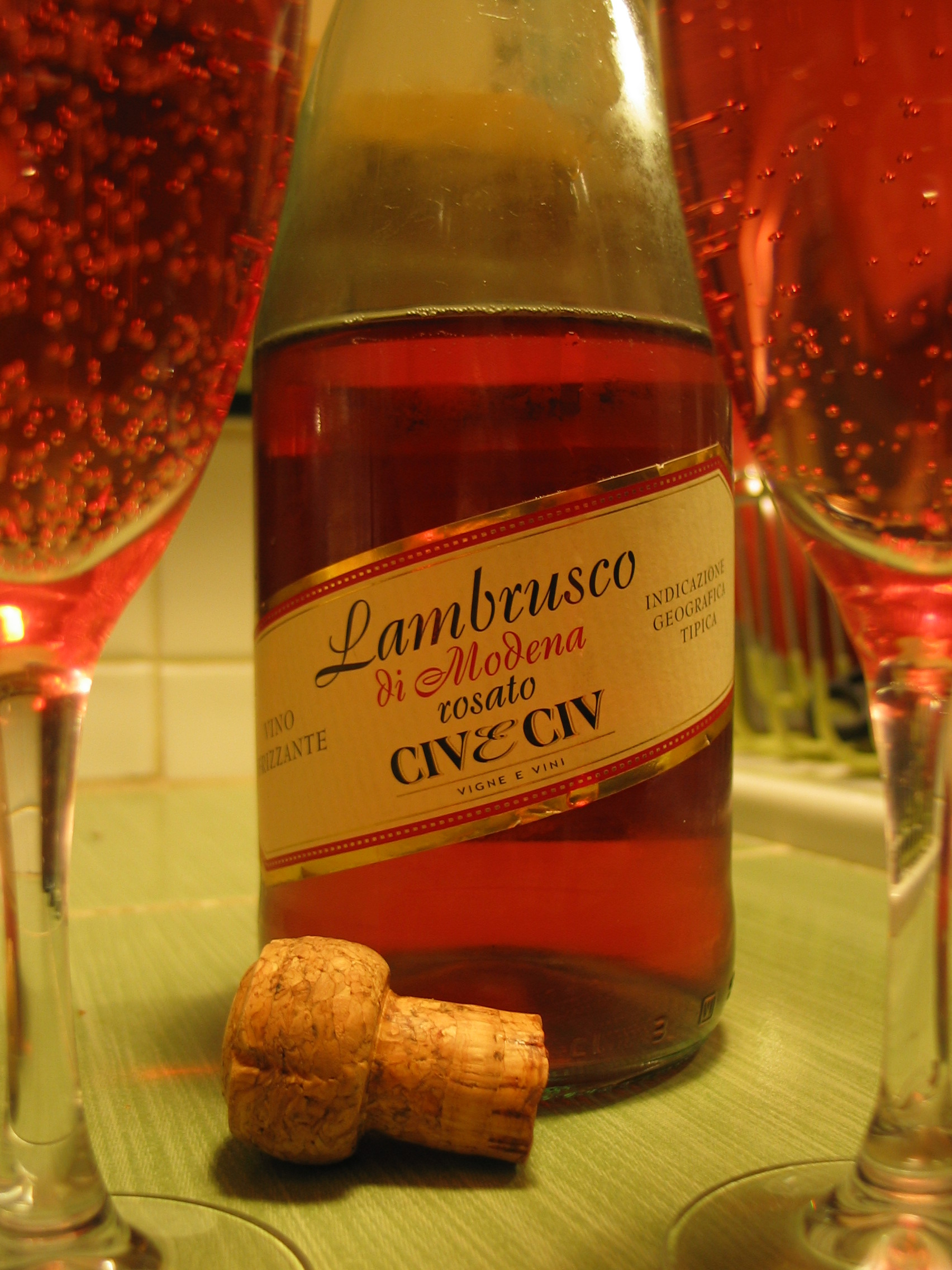
Een rosékleurige Lambrusco uit Modena

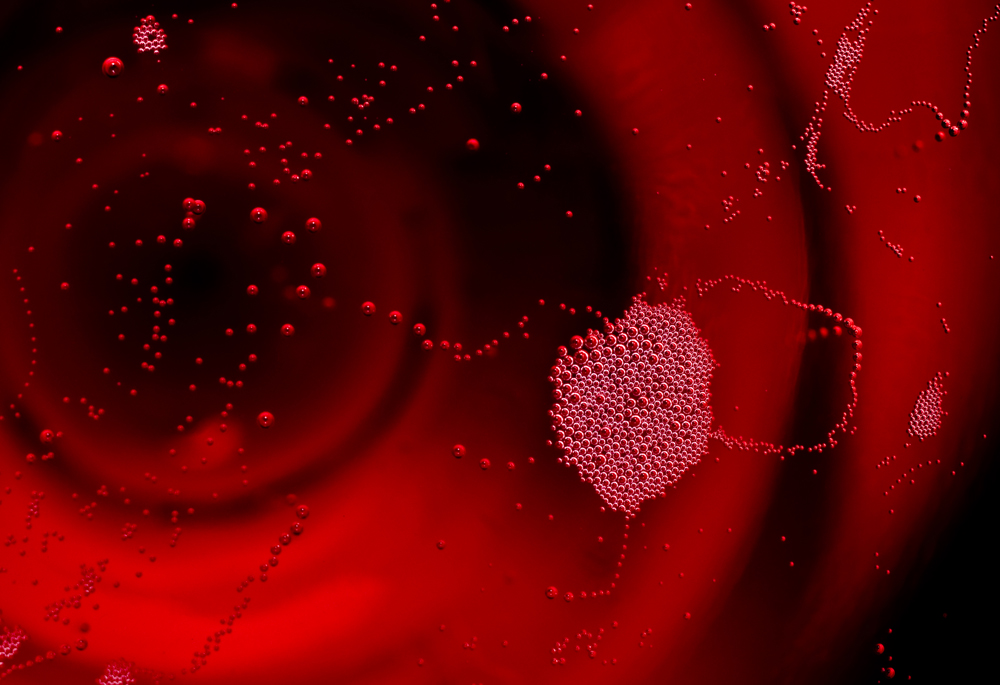
Zacht bruisende rode Lambrusco

Lambrusco is een Italiaanse wijn uit de districten Emilia-Romagna en Lombardije. De wijn is vernoemd naar de lambruscodruif.
De wijn kan zowel rood, wit als rosé zijn. Er zijn zoete en drogere varianten. Ze zijn ook licht mousserend. Dit komt doordat bij de vinificatie de tweede gisting in een gesloten tank heeft plaatsgevonden. Ook zijn er enkele producenten die de wijn na botteling met ongeveer 10% restsuiker op de fles laten herfermenteren (al dan niet met achtergehouden most uit dezelfde wijngaard) om zo een droge licht mousserende wijn te verkrijgen.
Lambrusco kan - afhankelijk de gebruikte lambruscodruivenvariéteit - onder verschillende benamingen op de markt gebracht worden zoals, Lambrusco Grasparossa di Castelvetro, Lambrusco Marani, Lambrusco Maestri, Lambrusco Montericco, Lambrusco Salamino en Lambrusco di Sorbara.
Door nadruk op zeer grote productie (kwantiteit) is de kwaliteit niet altijd meer zoals het oorspronkelijk bedoeld is. Meerdere wijnproducenten zijn echter bezig kwaliteitlambrusco's op de markt te brengen.
Lambrusco is een lichte verfrissende wijn. Ze kan zware/vette maaltijden begeleiden, maar kan ook gedronken worden als zomerwijn, bij bijvoorbeeld een picknick.

## De druif
De lambruscodruif is een blauwe druivensoort - behorend tot de Vitis vinifera - die gebruikt wordt voor de hier genoemde lambruscowijn, maar soms ook voor balsamico en grappa. Van oorsprong komt de druif uit Emilia-Romagna. Bij de Etrusken was zij al bekend onder de naam lambrusca.
De druif moet niet verward worden met de lambrusca-riparia die een Amerikaanse hybride variëteit is. Ook de daarvan gevinificeerde wijn is geheel anders dan de originele lambruscowijn.
Het is een makkelijk te kweken druif met een hoge opbrengst met niet al te veel suikers en weinig tannines.
Door de eeuwen heen zijn tientallen rassen spontaan ontstaan. Het is een niet-gecultiveerd druivenras dat door verstuiving is ontstaan, anders dan moderne druivenrassen die allemaal eender zijn. Enkele hebben namen gekregen als grasparossa, maestri, marani, monstericco, sorbara en salamino. Deze laatste is het meest verbreid. De lambrusco wordt onder meer gebruikt als stamdruif voor de sangiovese. Ook is zij nauw verwant aan de ancellotta-druif.
De uitlopers van de wijnstok worden hoog opgebonden om ze zo ver mogelijk van de grond te houden in verband met gevoeligheid voor meeldauw. In vroeger jaren werd de plant ook weleens in populieren geleid.
Tegenwoordig komt de druif ook elders in Italië voor, waaronder in Piëmont, Veneto en Sicilië. Ook in Australië en Zuid-Afrika wordt zij aangeplant.
De Lambrusca in de Verenigde Staten is zoals genoemd een hybride variëteit.

## Synoniemen
Abrostine, Abrostino, Abrostolo Dolce, Abrustano Nero, Broustiana Rose, Colore, Colorino di Lucca, Colorino di Valdarno, Colorino Pisano, Jomarello, Raverusto, Tintiglia II.